# Lispe cyrtoneurina
Lispe cyrtoneurina är en tvåvingeart som beskrevs av Stein 1900. Lispe cyrtoneurina ingår i släktet Lispe och familjen husflugor. Inga underarter finns listade i Catalogue of Life.